# 杉並区立井荻中学校
杉並区立井荻中学校（すぎなみくりつ いおぎちゅうがっこう）は、日本の東京都杉並区今川二丁目にある区立中学校。

## 概要
1947年4月、桃井第一小学校内に開校。翌1948年8月、校舎が落成し、現校地に移転した。当時の杉並区では、第二次世界大戦後の学制改革を受けて中学校の開設が急がれており、多くの中学校が既存の小学校や私立学校などに教室を借りる形で開校し、校舎が後から建設されることがよくあった。
1999年に落成した現在の校舎には、学校防災倉庫が設けられているほか、将来の開放利用を想定した諸施設が組み込まれている。
1952年3月に制定された校歌は、藤浦洸が作詞、山田耕筰が作曲したものである。
新体操選手の大貫友梨亜は、在学中の2000年に佐賀市で開催された全国中学新体操競技大会で個人戦優勝を果たした。

## 通学区域
通学区域は、今川全域の他、上井草の一部、上荻の一部、清水の一部に及ぶ。学区内には、青梅街道、早稲田通り、環状八号線などがあり、生徒の安全指導に力を入れている。